# Espilito
Espilito é uma rocha basáltica alterada por fluidos hidrotermais, apresentando coloração cinzenta ou esverdeada e grão fino, sem fenocristais. Resulta principalmente da alteração dos basaltos oceânicos pela acção da água do mar.

## Descrição
Os espilitos contêm albite em substituição dos feldespatos (especialmente labradorite) existentes antes da sua alteração e clorite e calcite em substituição da augite primária (que se altera durante o processo de formação dos espilitos). Os espilitos também contêm epidoto e por vezes laumontite.
Os espilitos ocorrem com frequência em resultado da alteração hidrotermal de rochas formadas a partir de escoadas de lavas submarinas que podem ter sido originadas como «almofadas» de lava ou massas intrusivas a pouca profundidade encaixadas em sedimentos marinhos.
Os espilitos formam-se em dorsais oceânicas quando as águas do mar penetram em basaltos ainda quentes logo que estes solidificam. Os espilitos formam uma parte importante dos complexos ofiolíticos recentes.
O espilito é formado quando lava basáltica reage com água do mar, ou por alteração hidrotermal quando água do mar, ou outros fluidos hidrotermais similares, circulam através de rochas vulcânicas basálticas quentes.
Em consequência do seu mecanismo de formação, os espilitos são rochas metassomáticas, com grão microscópico ou muito fino, produzidas pela alteração hidrotermal de basalto. São compostos por albite ou oligoclase, em conjunto com clorites, epidoto, calcite e actinolite. Os espilitos são em geral percorridos por veios de calcite ou calcedónia e apresentam vesículas e cavidades preenchidas por minerais secundários. Os espilitos são em geral agrupados com os basaltos e com frequência retêm muitas das características texturais e estruturais do basalto que lhe serviu de protólito.

## Etimologia
O termo «espilito» deriva do em grego:  σπιλάς, "pedra", e foi introduzido na petrologia por Alexandre Brongniart em 1827.